# Рейснер Михайло Андрійович
Рейснер Михайло Андрійович (1868, Вільно — 1928, Москва) — російський і радянський вчений-юрист, публіцист, соціопсихолог та історик. З роду остзейських баронів фон Рейснер. 
Учасник революційного руху. Батько Лариси і Ігоря Рейснер.

## Біографія
Рід Рейснерів вийшов з Галіції і вже в XVI столітті був відомий завдяки кількома письменникам - найвідоміший з них Ніколаус фон Рейснер, який за свої заслуги отримав титул пфальцграфа. Російська гілка належить до його декласованих нащадків.
Михайло Рейснер народився у Віленській губернії в родині чиновників дворянського походження.
З ранніх років шукав засіб спасіння людства, у юності був під сильним впливом Достоєвського. Мріяв присвятити себе релігії.
У 1888 році закінчив 6-у петербурзьку гімназію і у 1892 році зі ступенем кандидата права юридичний факультет Варшавського університету. Захистив свою кандидатську дисертацію у професора О.Л.Блока, батька поета Олександра Блока. Саме під впливом О.Л.Блока Михайло Рейснер змінив світогляд.
У 1893—1896 роках викладав в Ново-Олександрійському інституті сільського господарства і лісництва (згодом — Харківський сільськогосподарський інститут). У 1896 році відряджений в Гейдельберг, де пропрацював два роки.
У 1901 році перебував у річному закордонному науковому відрядженні.У 1898—1903 роках був професором юридичного факультету Томського університету. 
У своїх роботах "Християнська держава" та ін. критикував російське церковне та моральне законодавство. До 1903 року намагався не виходити за рамки легальної боротьби. У 1903 році після участі у деяких заходах, в т.ч. у вечері пам'яті Т.Г. Шевченка у Томському університеті, був вимушений вийти у відставку і перейшов до революційної діяльності.
Після Жовтневого перевороту розвивав ідею пролетарського інтуітивного права у вигляді "революційної правосвідмості". Писав на тему соціальної психології, працював у різних радянських установах на кшалт Наркомюста та Наркомпроса.